# Thylogale lanatus
Thylogale lanatus é uma espécie de marsupial da família Macropodidae. Endêmica da Papua-Nova Guiné.